# 이라크의 지질
이 문서는 이라크의 지질을 다루는 문서이다.

## 역사
이라크에서 표면에 노출된 가장 오래된 암석은 캄브리아기와 오르도비스기 하부르강 규암층의 일부다. 거의 연구되지 않고 있으며 1997년 기준으로는 캄브리아기의 바위에 도달하지 못하고 있다. 이라크 북동부는 네오 테티스의 연장 단층과 암석의 소성 변형으로 지각이 얇아지고 있다.

### 고생대
고생대에는 아라비아판은 아프리카판의 연장선상에 있었고 곤드와나의 일부는 고테티스해를 북쪽으로 향하고 있었다. 전체 퇴적암 두께가 4km나 되지만 그라벤스는 두껍게 퇴적됐다. 서부 사막 굴착은 석영 광상 형성부를 1.67km나 뚫고 깊이는 3km로 추정됐다. 실루기 후기에는 칼레도니아 기원을 위해 퇴적이 두 번 정지했고, 그 결과 석탄기와 페름기의 퇴적이 중단됐다.
하부르강 규암층은 악카즈 편대로 덮여 있다. 데본기의 피리스피클레드와 샤르키 화산은 오라셰르 강과 일련의 석회암 형성과 함께 카스키아해의 세계적인 해양 침해 행사와 관련돼 있다. 페름기에 퇴적된 갈라 편대와 찌아자일리 석회암 편대. 찌아자일리 바위는 두꺼워 800m까지 있으며 61m의 사티나 에버폴라이트 멤버가 아라비아판을 아나톨리아판과 이란판으로 분할하는 시작이다. 초기 석탄기의 할석회암 형성은 퇴적물의 현저한 변화를 보여 중생대와 신생대에 계승되었다. 이라크 북부에서는 석회암, 이회토, 증발암, 페이지암이 지배적인 암석이 되었고 남부에서는 쇄설암과 석회질암이 혼합되었다.

### 중생대
중생대에는 아나톨리아판과 이란판이 완전히 분리되면서 신테티스해가 생성됐다. 메소포타미아대(일명 메소포타미아 곶)와 이라크 중부에는 특히 두꺼운 퇴적 배열이 있었다. 이 바위들의 굴곡부에서는 보통 남북축을 이룬다. 전륙절대에서는 암석이 난류나 해저 선상지의 흔적을 보여준다.
베르페니안에 퇴적된 24 m의 베두 셸 광상은 200 m의 미르가 미르 석회암을 덮고 있다. 두께 575 m의 아니스기와 라디니아기의 제리 가나 편대로 덮여 있다. 이들 단위는 지각의 인상과 이란판의 분리에 따라 급속히 침하되면서 퇴적됐다. 레이테족으로 형성된 36 m짜리 발루티셰르 대형은 834 m짜리 카니안 노리안 카를라 차이나 대형과 303m짜리 사르키 대형으로 덮여 있다. 더 나아가 남쪽에서는 라군 조건에 따라 부트마 형성, 아다이아 안히드라이트, 송어 석회암, 알란 안히드라이트, 살겔 형성이 형성되었다. 나지마와 고트니아의 대형은 카로비안과 티토니안의 시대에 배치됐다.
쥐라기 내내 나르 오므르, 마우다드, 루토바, 그리고 무사드의 대형은 현재의 서부 사막에 축적됐다. 포어랜드 폴드 벨트는 762 m의 바란보 형성을 포함한 석회질과 알길라이트를 축적했다.
백악기에서는 펜지윈슐레어 복합체로서의 오피올라이트, 크루클라 라디오라이트, 곽크 시리즈 화산이 대륙지 분지로 270 m에 이르는 퇴적물이 보인다. 카탈라쉬 화산암은 상승과 맨틀 대류의 후호 확산을 나타내고 있다. 레드베드 시리즈는 네오테티스 해의 지각이 가라앉으면서 아나톨리아판과 이란판 밑에서 소비되던 침적존 근처에 쌓였다. 나오푸르단 그룹, 기모 칸딜 그룹, 왈라쉬 화산이 전호와 후호 환경에서 형성됐다. 코로슈 바위와 탄젤로 바위의 형성 쇄설 바위는 아라비아판 대륙연에 남아 있던 네오테티스 해의 플라이시 퇴적물에 의한 것이다.

### 신생대
마스트리히트식과 구신세식을 합친 퇴적물은 불과 2.79 km에 이른다. 신생대 동안 아라비아판은 네오 테티스 해가 완전히 폐쇄되면서 아나톨리아판과 이란판 아래로 들어가기 시작했다. 얕은 바다와 라군이 경관을 지배하면서 게르카스 편대 같은 주기적인 증발물이 퇴적했다. 그 외 지역에서는 대륙성 빨간색 침대가 축적돼 있었다. 키르쿠크의 대규모 호스트인 커크 그룹은 올리고 신세에서의 이들 침식 사이클 사이에 퇴적했다.

묵다디야와 바이 하산의 2.5 km의 규암이 알프스 조산 운동에 형성되었다. 디브디바와 자흐라의 합계 354 m의 규암이 준 플랫폼에 배치되어 있다. 지하단층은 자그로스 산맥이 형성되기 시작한 기원의 전형이다.